# Piccolo moccioso
Brother Brat è un film del 1944 diretto da Frank Tashlin. È un cortometraggio d'animazione della serie Looney Tunes, prodotto dalla Warner Bros. e uscito negli Stati Uniti il 15 luglio 1944.

## Trama
Le donne vanno ad aiutare i soldati che combattono durante la Seconda Guerra Mondiale sostituendoli nei lavori tipicamente maschili, costruendo, saldando, rivettando e realizzando armi da guerra come cannoni, proiettili, carri armati e aerei per soddisfare le loro necessità. Nel frattempo, nacquero donne forti che avevano superato tutti i problemi, gli ostacoli e le difficoltà, tranne uno: chi si sarebbe preso cura dei loro figli mentre lavoravano per la causa nazionale?
Una madre assume quindi Porky Pig come babysitter per il suo bambino mentre lavora in fabbrica, dandogli un libro di psicologia infantile come guida. Porky scopre presto che il bambino è un bambino dal temperamento violento di nome Percy, anche se Percy si fa chiamare "Butch". Il primo incontro di Porky con Percy non inizia molto bene; mentre gioca a carte nella carrozzina, gli urla di non fare il ficcanaso, poi spinge via Porky, e proprio mentre il maialino impara il suo nome, prende in giro la balbuzie di Porky e gli fa cadere un'incudine sulla testa, facendolo precipitare di diversi piani in cantina. 
Porky, ora bloccato in cantina, inizia a leggere il contenuto del libro per trovare dei consigli utili. Il primo che trova recita "Dai un gatto al bambino e guarda il tuo pargolo rallegrarsi": Porky dà il suo gatto domestico senza nome a Percy per farlo giocare, tuttavia, Percy spaventa a morte il gatto, lo prende e inizia a saltargli intorno come una corda per saltare. Scioccato dal fatto che stia maltrattando l'animale, Porky lo rimprovera di lasciarlo andare, e alla fine lo lascia andare. Il gatto cerca di andarsene, ma si sente stordito e gira in tondo a causa dell'esperienza sopra menzionata.
Poi, Percy sta leggendo una rivista piccante, Exquire Junior. Quando Porky gli fa notare che è troppo piccolo per leggere riviste del genere, gli morde il dito due volte, e Porky fa fatica a farlo uscire. Porky legge il contenuto del libro di Psicologia Infantile: "Non solo ti mangerà il dito, ma un bambino mangerà anche l'edera, non è vero?". Alla fine, Porky riesce a liberare Percy dalle sue dita, che finisce per schiantarsi contro alcune pentole e padelle in cucina. Percy esclama: "Certo che lo sai, questo significa guerra!", e arriva pure a imitare Winston Churchill, completando il gesto della mano con un sigaro, affermando con le stesse parole di Churchill: "Combatteremo finché Hitler e i suoi gangster nazisti non subiranno una disastrosa, schiacciante e completa sconfitta!". 
Percy inizia a inseguire Porky per tutta la casa con una mannaia. Porky si nasconde in un'altra stanza e sfoglia il libro un'ultima volta, fino a una pagina che dice: "Non serbare rancore: i ragazzi sono pronti a sotterrare l'ascia di guerra". Proprio mentre Porky legge la pagina, Percy quasi gli colpisce la testa con la mannaia, quasi uccidendolo e causando danni orribili alla casa.
Alla fine, Porky rinuncia al libro, poiché nessuno dei suoi contenuti è efficace contro Percy, e cerca disperatamente di scappare per salvarsi la vita. A un certo punto, mentre Porky si nasconde, Percy incontra di nuovo il gatto, che in precedenza aveva usato come corda per saltare, e inizia a inseguirlo con la mannaia, spaventandolo a morte.
La madre di Percy torna a casa dal lavoro e lo vede rincorrere Porky e il gatto per tutta la casa con una mannaia, e gli chiede se ha davvero usato il libro. Quando Porky le risponde che ci ha provato ma non funziona. la madre allora gli spiega che in realtà non ha usato il libro correttamente e lo usa per sculacciare il neonato, metodo che ha sempre trovato più efficace.

## Distribuzione

### Edizione italiana
Il corto fu doppiato in italiano alla fine degli anni novanta dalla Time Out Cin.ca per la trasmissione televisiva. Non essendo stata registrata una colonna sonora senza dialoghi, nelle scene parlate la musica fu sostituita.